# مخاطة
الباتيار المخيط أو الدبق أو المخاطة أو غوج بحريني (الاسم العلمي: Cordia myxa) هو نوع من النباتات يتبع جنس السبستان من الفصيلة الحمحمية، والسبستان الدبق هو شجرة متوسطة الحجم متساقطة الأوراق، يصل ارتفاعها حوالي 12 متر، الأوراق بيضاوية عريضة ملساء، مموجة الحافة، الأزهار بيضاء صغيرة في نورات طرفية ومجاميع إبطية، الثمار تؤكل قطرها حوالي 2 سم لونها بني لامع.
بيّنت دراسة مخبرية نشرت في مجلة Journal of Herbs, Spices & Medicinal Plants عام 2019م، ذكرت أنها غنية بالبروتين، وقليلة الدهون، أما بالنسبة للمعادن فإنَّها تتكون بشكل أساسي من النيتروجين، والبوتاسيوم، والكالسيوم، كما تحتوي على كمية كبيرة من الفينولات، والفلافونويدات وبالتالي تمتلك تأثيراً قوياً مضاداً للأكسدة، كما أنَّ وجود كمية ضئيلة فيها من مضادات التغذية مثل: حمض الفيتيك، والعفص يجعلها من الثمار المناسبة للاستهلاك البشري
تتكاثر الشجرة بالبذور والعقل، وتحتوي الثمار على مادة هلامية (مخاطية) تستعمل في علاج بعض الأمراض، كما يستعمل خشبها في بعض الصناعات، كما تستعمل المادة المخاطية والتي تسمى الدبق في صيد العصافير، كما تزرع للزينة والظل.
هي شجرة استوائية صغيرة موطنها الأصلي آسيا الاستوائية يصل طولها من 12 إلى 15 متر وهي شجرة معمرة تتراوح فترة حياتها ما بين الستين والسبعين عاما.
تزرع في التربة الجيرية بواسطة الجذور وتنقع البذور بالماء البارد لمدة 6 ساعات ثم تتم الزراعة بحفرة صغيرة شجرة ظليلة وتعتبر من رموز الطبيعة في الأرض.
تنمو الشجرة بسرعة كبيرة إلى حد ما وتبدأ بإنتاج الثمار عند عمر 3 إلى 5 سنوات، يتم التلقيح بواسطة الحشرات الطائرة، وتنضج الثمار من 30 إلى 45 يومًا تقريبا، وتنتشر البذور بواسطة الطيور في الغابات، تحتاج إلى أشعة شمس مباشرة وتحتاج للري المتوسط.
جذعها لونه رمادي، ويستخدم خشبها كثيراً بسبب كونه متوسط الصلابة ولكنه لا ينفع للاستخدام الخارجي، أزهار شجرة البمبر عبقة فتطيب مكانها بعطرها.

## أسماء أخرى
تعرف أيضا بأسماء أخرى: البمبر والمخيط والهمبو وأبو الروان والجاو والغوج البحريني.